# Romana Rompato

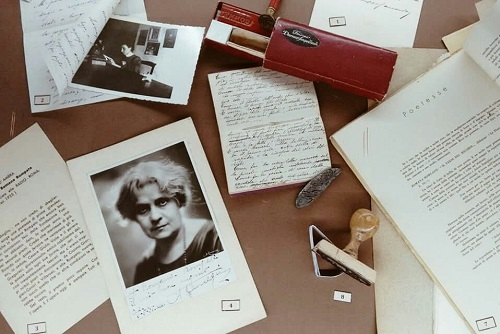
Oggetti appartenenti alla poetessa scledense Romana Rompato donati alla biblioteca civica di Schio

Romana Rompato (Schio, 1º ottobre 1884 – 23 ottobre 1955) è stata una poetessa italiana.

## Biografia
Figlia di Domenico e Luigia Gaffi, si diplomò nel 1894 presso la Regia Scuola Normale di Verona. Visse e lavorò sostanzialmente a Schio, sua città di nascita, dedicandosi, oltre alla poesia, all'insegnamento.
Alternò l'attività di poetessa con quella di autrice di pubblicazioni di testi grammaticali e antologici a uso delle scuole primarie.

## Opere
- La canzone del Grillo: illustrazioni di Gianna Tesi Pezzuti, Brescia, Ed. La Scuola, 1952
- Le consolatrici: versi, Venezia, Tip. G. Rumor, 1913
- Verso il bene  per il 6. centenario Dantesco / Romana Rompato, Schio, Tipografia Pasubio, 1921
- Un poema marinaro, Treviso : Longo & Zoppelli, 1929
- Liriche, Roma : Nuova antologia, 1929
- Il paese dei ricordi, Milano, Ed. La Prora, stampa 1934
- La canzone di Monte Pasubio, Schio, Arti grafiche Manifattura etichette, 1934
- Terra in fiore, Milano, La Prora, 1936
- C. Bolognesi: Le pagine dell'ascesa. scelte e presentate da Romana Rompato, Vicenza : Tip. Zola & Fuga, 1943
- Rinascita: letture antologiche per la classe quinta elementare, con illustrazioni di Renzo Pasquotti, Milano, La prora, 1946
- Grammatica, Vicenza, Aquarius, stampa 1946-1947
- Sorrisi: libri per la prima classe, Milano : Vallardi, 1951
- Rosario di madreperla: versi, Siena, Ed. Maia, (Tip. La Poligrafica), 1954
- Girotondo fiorito, Firenze, Marzocco, 1956

## Riconoscimenti
- 1938 - Diploma di benemerenza di prima classe con facoltà di fregiarsi di medaglia d'oro.
- 1949 - Il Comune di Schio le ha conferito la medaglia d'oro al merito, inserendola ufficialmente dell'albo dei cittadini illustri.
- Premio di Incoraggiamento della Fondazione Fusinato[2][3]

## Intitolazioni
- La città di Schio le ha intitolato l'omonima Via Romana Rompato e la Scuola Superiore Magistrale (ora soppressa). Nel 2024 è stata intitolata la scuola dell'infanzia di Ca' Trenta appartenente all'Istituto Comprensivo statale "Don Agostino Battistella".
- Sulla facciata del Rifugio Papa sul Monte Pasubio è posta una lapide che riporta una sua poesia.